# Pháo đài Kleparz
Pháo đài Kleparz, hay còn được biết đến là Pháo đài III Kleparz, là một pháo đài kiểu Redita (được xây dựng chủ yếu bằng gạch, với các boongke và trạm pháo đặt ở trung tâm). Hiện nay pháo đài Kleparz nằm ở đường Kamienna, Krakow. Đây cũng là pháo đài duy nhất kiểu Redita được bảo tồn gần như nguyên vẹn ở Krakow.

## Lịch sử
Pháo đài Kleparz được xây dựng từ những năm 1856 - 1859 và là một trong hai pháo đài mạnh nhất thời đó ở Krakow (cùng với pháo đài V). Cấu trúc Redita cho nó tính phòng thủ cao, đảm bảo được nhiệm vụ quan trọng, bảo vệ phía bắc của thành phố.
Vào những năm 1860, pháo đài này gần như là bất khả xâm phạm do cấu trúc phòng thủ rộng lớn của nó. Do tiến bộ công nghệ nhanh chóng, nó đã trở nên lỗi thời vào những năm 1880. Năm 1884, người ta xây thêm các xà ngang với các boongke trên bờ kè, năm 1909 thêm một doanh trại.
Trong Thế chiến II, người Đức đã giam cầm tù nhân Liên Xô ở đây. Sau chiến tranh, pháo đài hầu như không bị ảnh hưởng. Từ năm 1954, nó được cải tạo. Hiện tại nó chứa một hầm rượu vang nhập khẩu.

## Chi tiết
Pháo đài được bảo vệ bên ngoài bởi kè đất, xung quanh bao phủ bởi các con hào sâu, được bảo vệ bởi hai lối đi bên phía sau, các lối đi có mai che. Trục chính của pháo đài có các bệ pháo, bảo vệ bởi các bờ kè dốc. Bên trong bờ kè có một gò đất, dưới dạng một redita gạch hai tầng hình móng ngựa. Ở phía sau của redita là hai con hào nhỏ dài, nối giữa chúng là một caponier hình thang; hai con hào này kết thúc bởi một caponier phía sau, cấu trúc này phù hợp việc phòng thủ và bảo vệ pháo đài trong trường hợp kẻ thù xâm nhập vào hai bên và tấn công vào pháo đài từ phía thành phố. Tổng thể pháo đài là một tòa nhà bằng gạch, một tầng. Cổng chính được bảo vệ bởi hai nòng pháo ở hai bên.

## Hình ảnh

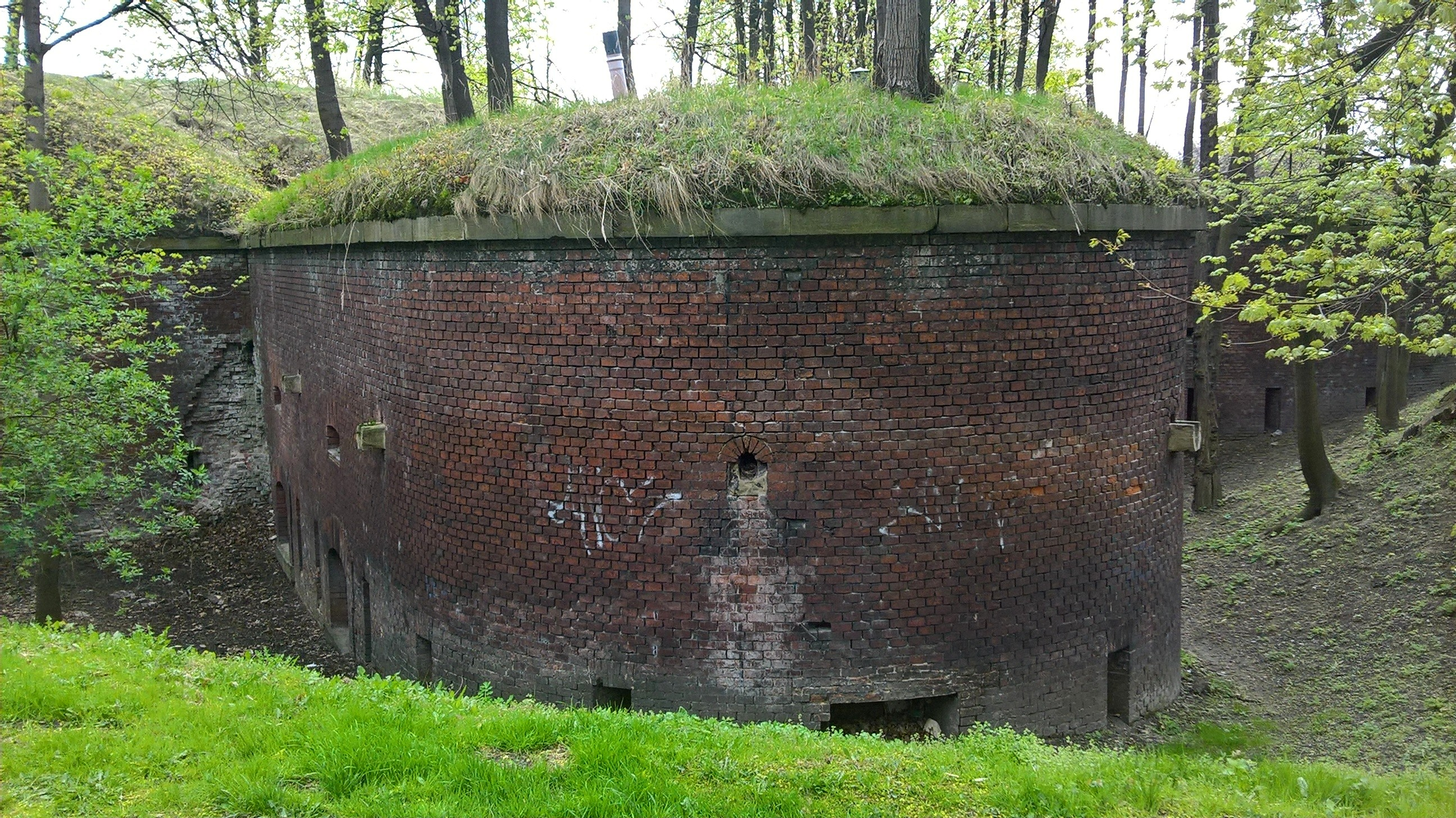
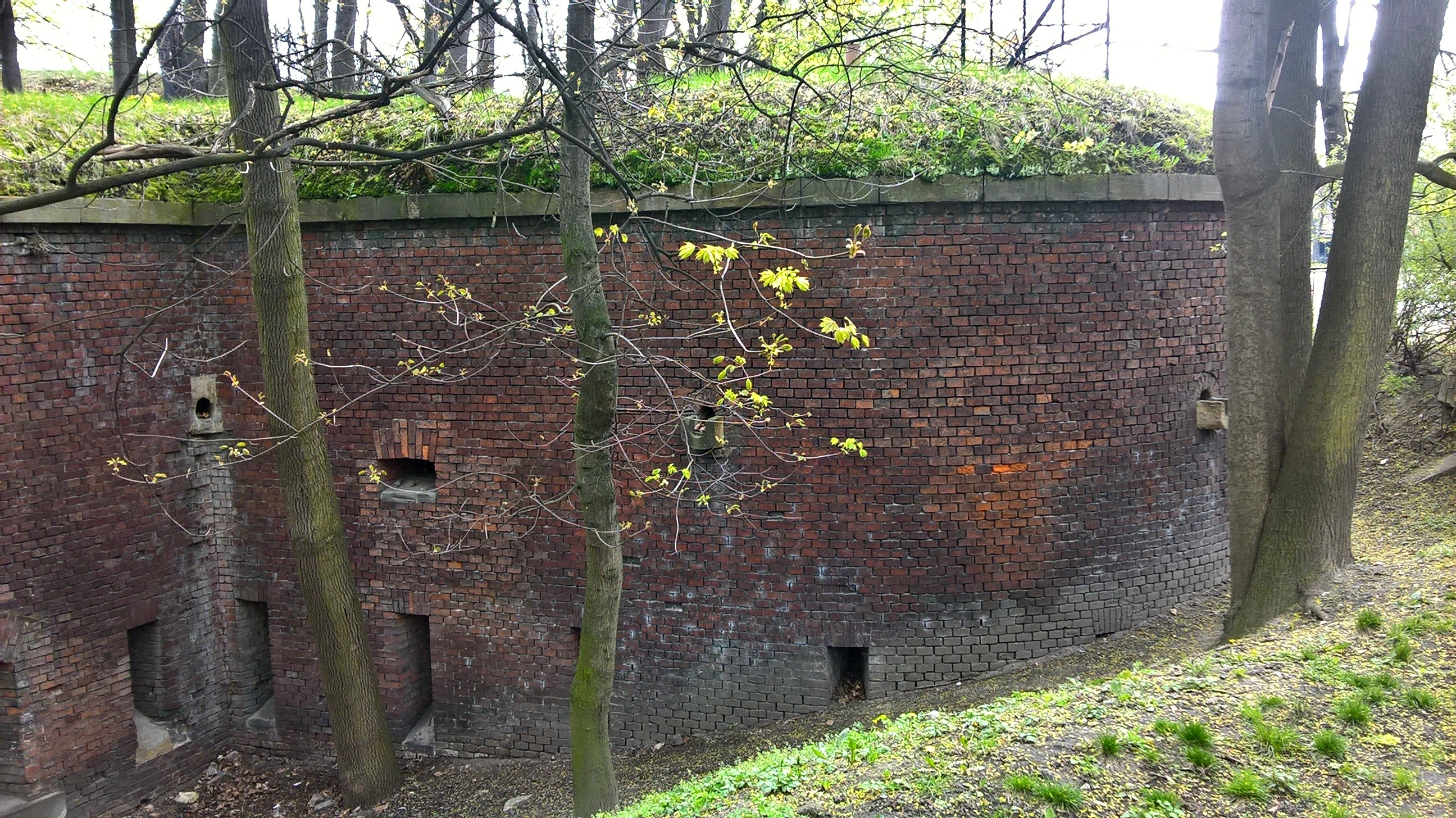
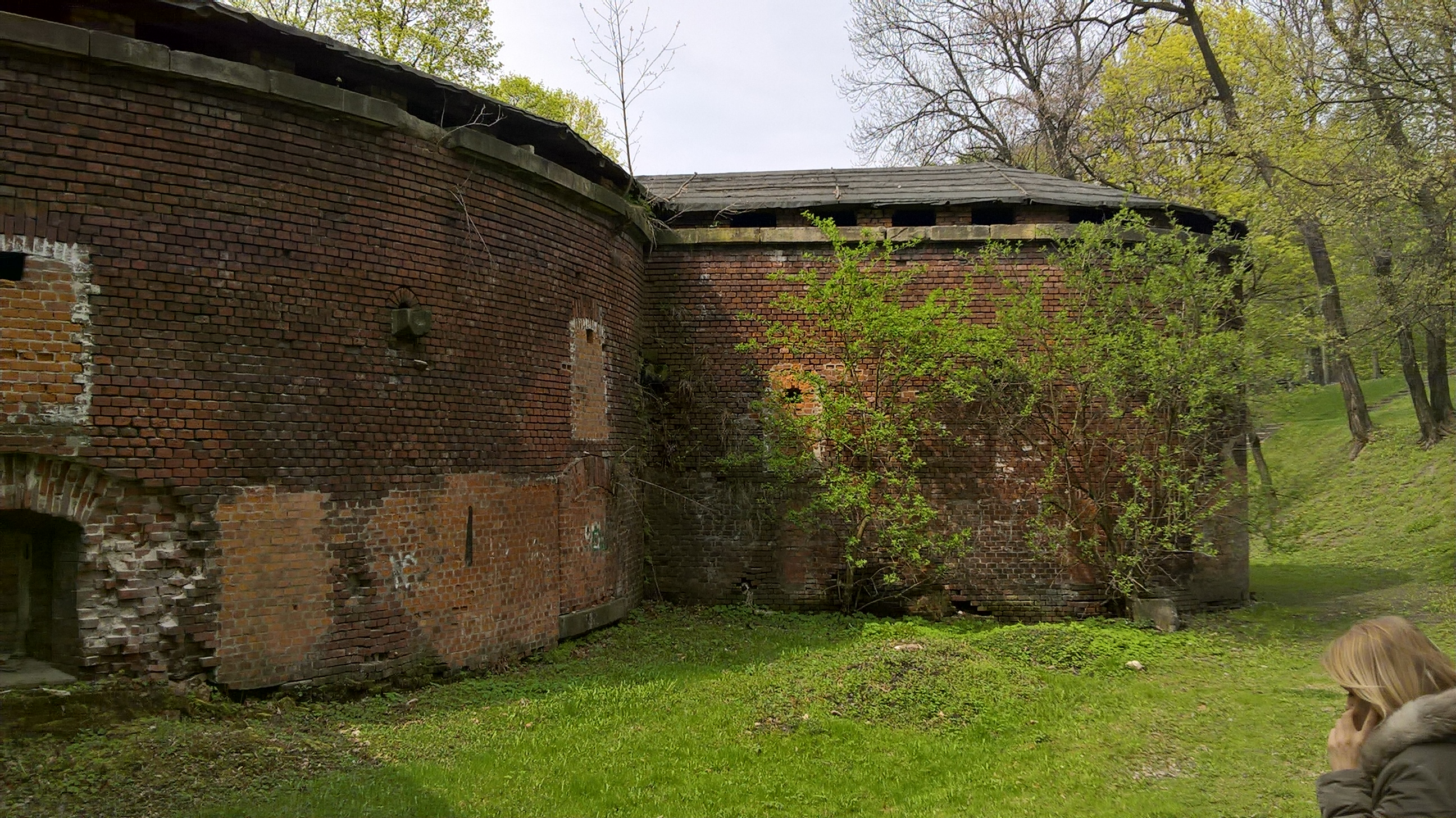
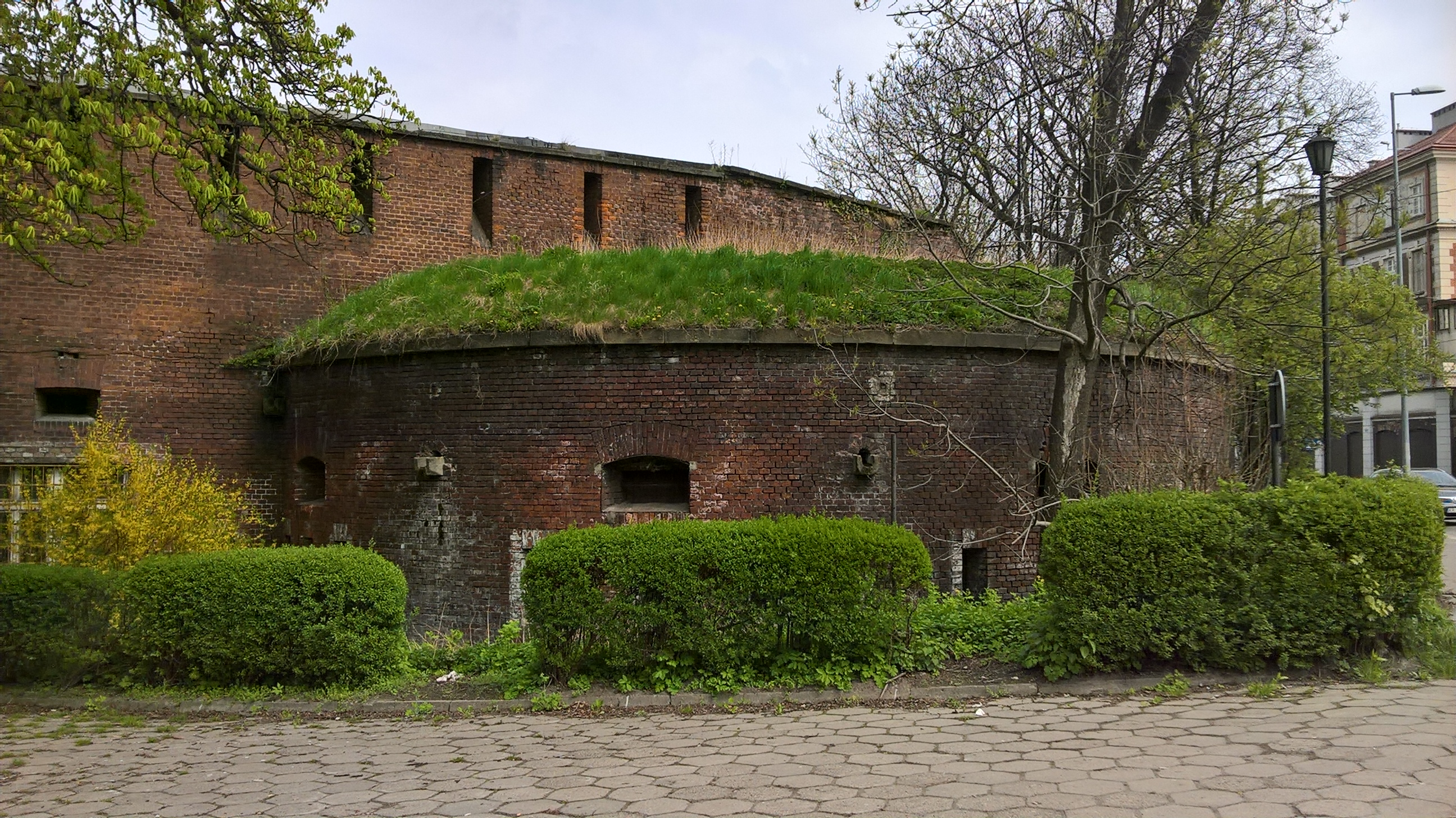
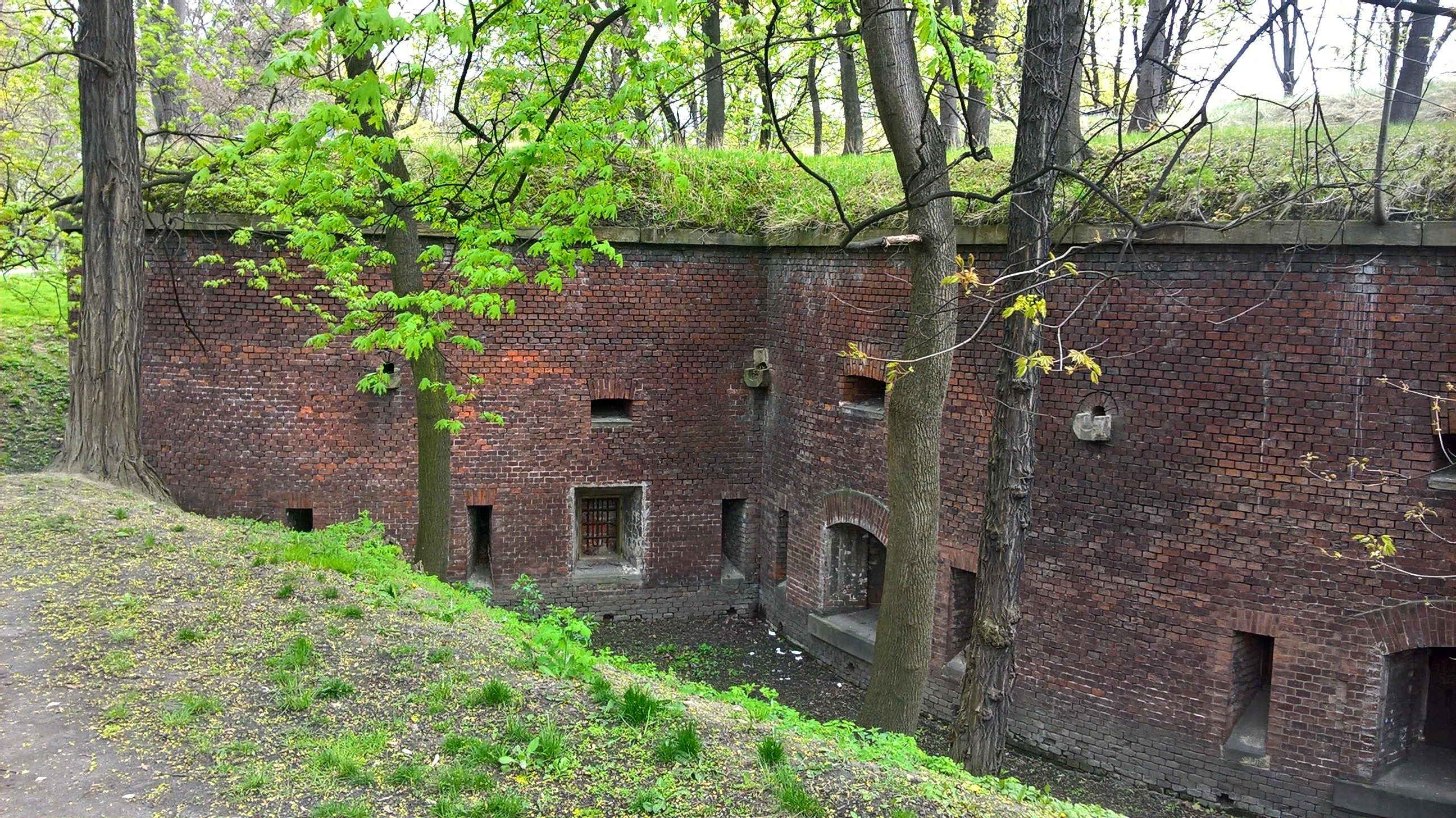
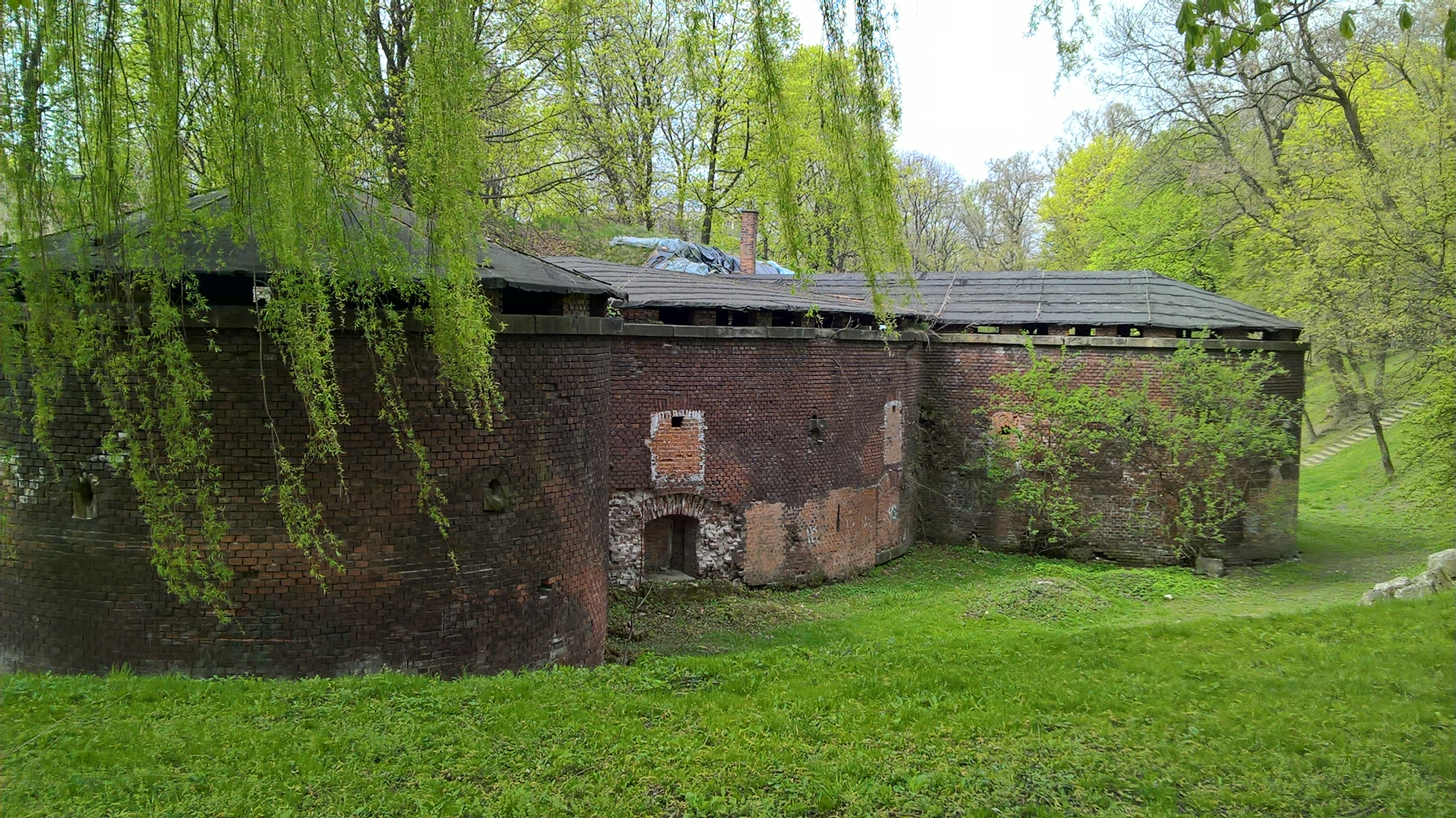